# ロバート・グローヴナー (初代ウェストミンスター侯爵)

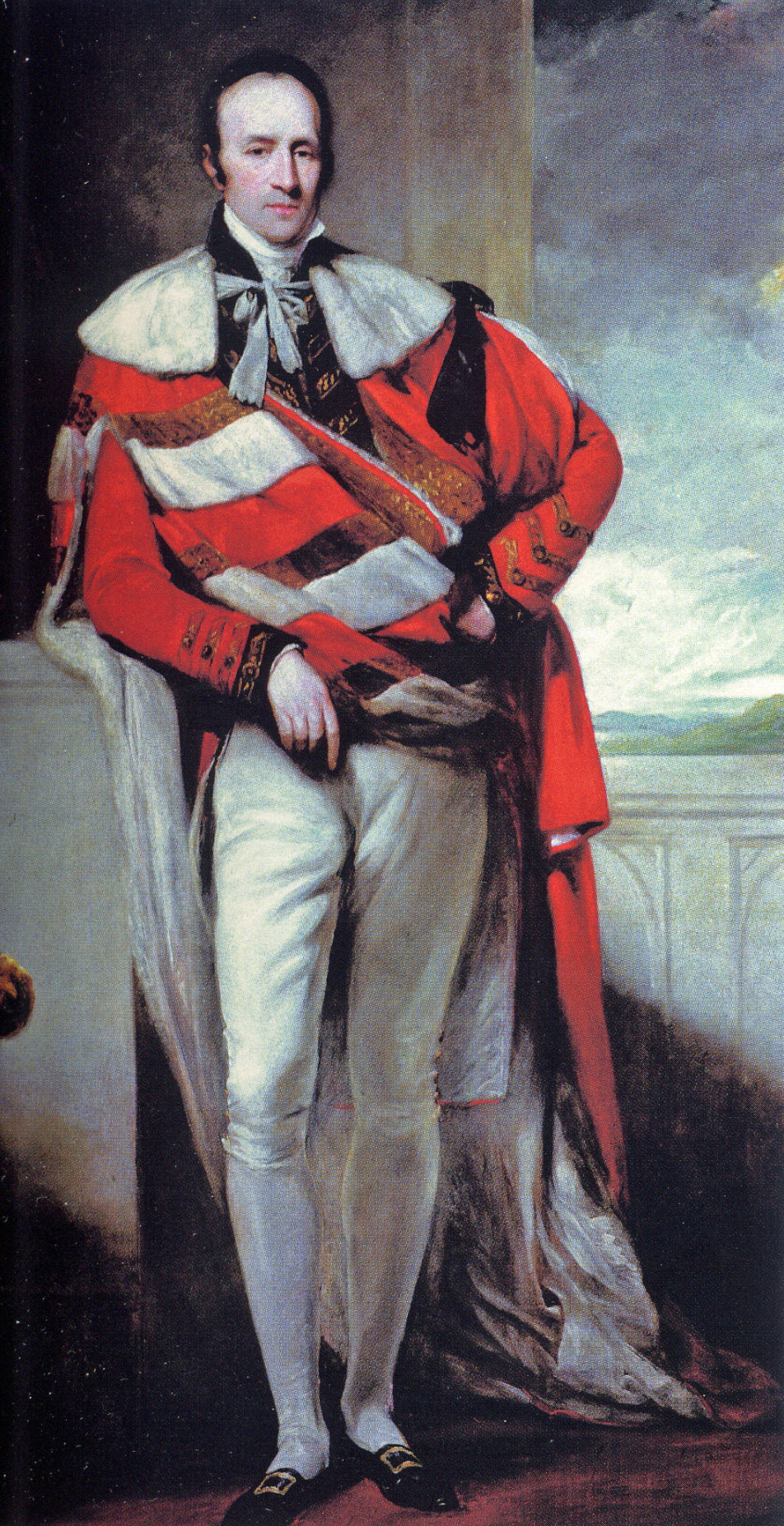
ジョン・ジャクソンによる肖像画。

初代ウェストミンスター侯爵ロバート・グローヴナー（英語: Robert Grosvenor, 1st Marquess of Westminster KG PC、1767年3月22日 – 1845年2月17日）は、イギリスの貴族、地主、政治家。庶民院議員（在任：1788年 – 1802年）、下級海軍卿（在任：1789年 – 1791年）、インド庁委員（在任：1793年 – 1801年）を歴任した。1784年から1802年までベルグレイヴ子爵の儀礼称号を使用した。小ピットの支持者だったが、後に関係が悪化、小ピットの死後はホイッグ党に転じた。

## 生涯

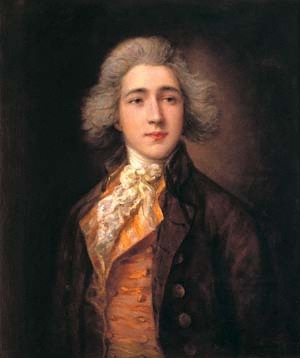
トマス・ゲインズバラによる肖像画、1785年と1788年の間。

初代グローヴナー伯爵リチャード・グローヴナーと妻ヘンリエッタ（1745年洗礼 – 1828年、旧姓ヴァーノン（Vernon）、庶民院議員ヘンリー・ヴァーノンの娘）の息子として、1767年3月22日に生まれ、4月8日にセント・ジョージ・ハノーヴァー・スクエアで洗礼を受けた。1777年4月16日にウェストミンスター・スクールに、1780年にハーロー校に入学した。1783年10月14日にケンブリッジ大学トリニティ・カレッジに入学、1786年にM.A.の学位を修得した。1786年から1788年までグランドツアーに出た。父はイートンでウィリアム・ギフォードの家を作って、彼をベルグレイヴ子爵の家庭教師として雇った。ギフォードはベルグレイヴ子爵のグランドツアーに同行して、子爵を「とても愛想よく、上流社会のたしなみを身につけた」（most amiable and accomplished）と評した。
1788年4月、イースト・ロー選挙区の補欠選挙に出馬して当選した。イースト・ローはブラー家（Buller）が2議席ともに掌握しており、ベルグレイヴ子爵は政府の支持者として当選した。庶民院において小ピット派として行動し、1789年8月15日に下級海軍卿（Lord of the Admiralty）に任命された。
1790年イギリス総選挙でシティ・オブ・チェスター選挙区に転じ、叔父トマスとともに当選した。シティ・オブ・チェスターでは1715年以降グローヴナー家が常に1議席を占めており、2議席を占めた時期もあるほど勢力が強く、グローヴナー家の対立候補として出馬を検討した人物は1790年の総選挙では断念せざるを得なかった。その後、ベルグレイヴ子爵は1796年と1802年の総選挙でも無投票で再選、もう1議席も1795年にトマスが死去した後は同名の息子トマスが後を継いだ。
議会での初演説で古代ギリシアの雄弁家デモステネスの言葉を引用したため、ピーター・ピンダーから「ギリシャ卿」（the Lord of Greek）と揶揄された。1791年4月にオチャキフでの危機に対し、野党が提出した動議への反対演説をして、ロシアの野心を許すぐらいなら戦争になったほうが良いと述べた。1791年6月25日に下級海軍卿を辞任、1793年6月21日に枢密顧問官に任命され、22日にインド庁委員に任命された。フランス革命戦争をめぐり、1795年12月に本土での反乱を防ぐための大軍が必要であると述べ、自身もシティ・オブ・ウェストミンスターで志願兵連隊を招集して、1798年7月21日にその指揮官（軍階は少佐）に就任、1803年7月に辞任した。また、1798年アイルランド反乱をめぐり、1799年4月の演説で反乱を主導したユナイテッド・アイリッシュメンを「略奪者」と批判した。1800年2月には戦争の目的をフランス・ブルボン朝の復興とし、「カトリックでも無宗教よりは良い」（Catholicism was preferable to no religion at all）と発言した。戦争関連以外では1796年3月に奴隷貿易廃止に賛成、1799年2月にグレートブリテン王国とアイルランド王国の合同に賛成、1799年5月に日曜紙の弾圧法案を提出した。日曜紙の弾圧法案には多くの批判が集まり、同年6月の第二読会で賛成26票、反対40票で否決された。
1798年5月23日にフリントシャー統監に任命され、1845年に死去するまで務めた。1803年8月13日、フリントシャー民兵隊隊長に任命された。
アディントン内閣期（1801年 – 1804年）においても内閣を支持したが、1801年5月にインド庁委員を辞任した。1802年8月5日に父が死去すると、グローヴナー伯爵位を継承した。同年9月5日にフリントシャー首席治安判事に任命され、1845年に死去するまで務めた。小ピットは1804年に首相に返り咲いたが、グローヴナー伯爵はこのときには小ピットのカトリック解放をめぐる譲歩に反対しており、1804年5月に小ピットへの手紙で「爵位を軽々しく与えすぎる」と批判した。『英国議会史』によれば、小ピットはこの手紙でグローヴナー伯爵を恨み、1805年12月にグローヴナー伯爵が手紙で友人をチェスターでの聖職に推薦したとき、小ピットは伯爵の手紙を無視したという。1806年2月22日、小ピットの葬式に出席した。小ピットの死後、グローヴナー伯爵はホイッグ党に転じた。以降1845年に死去するまでホイッグ党に留まり、反穀物法連盟を支持したほか、第1回選挙法改正も支持した。
1807年から1808年までチェスター市長を務めた。
1831年戴冠式記念叙勲において、1831年9月13日に連合王国貴族であるウェストミンスター侯爵に叙された。
1838年6月28日、ヴィクトリア女王の戴冠式に出席した。
1841年3月11日、ガーター勲章を授与された。
1845年2月17日にイートン・ホールで死去、エクルズトンで埋葬された。長男リチャードが爵位を継承した。

## 領地

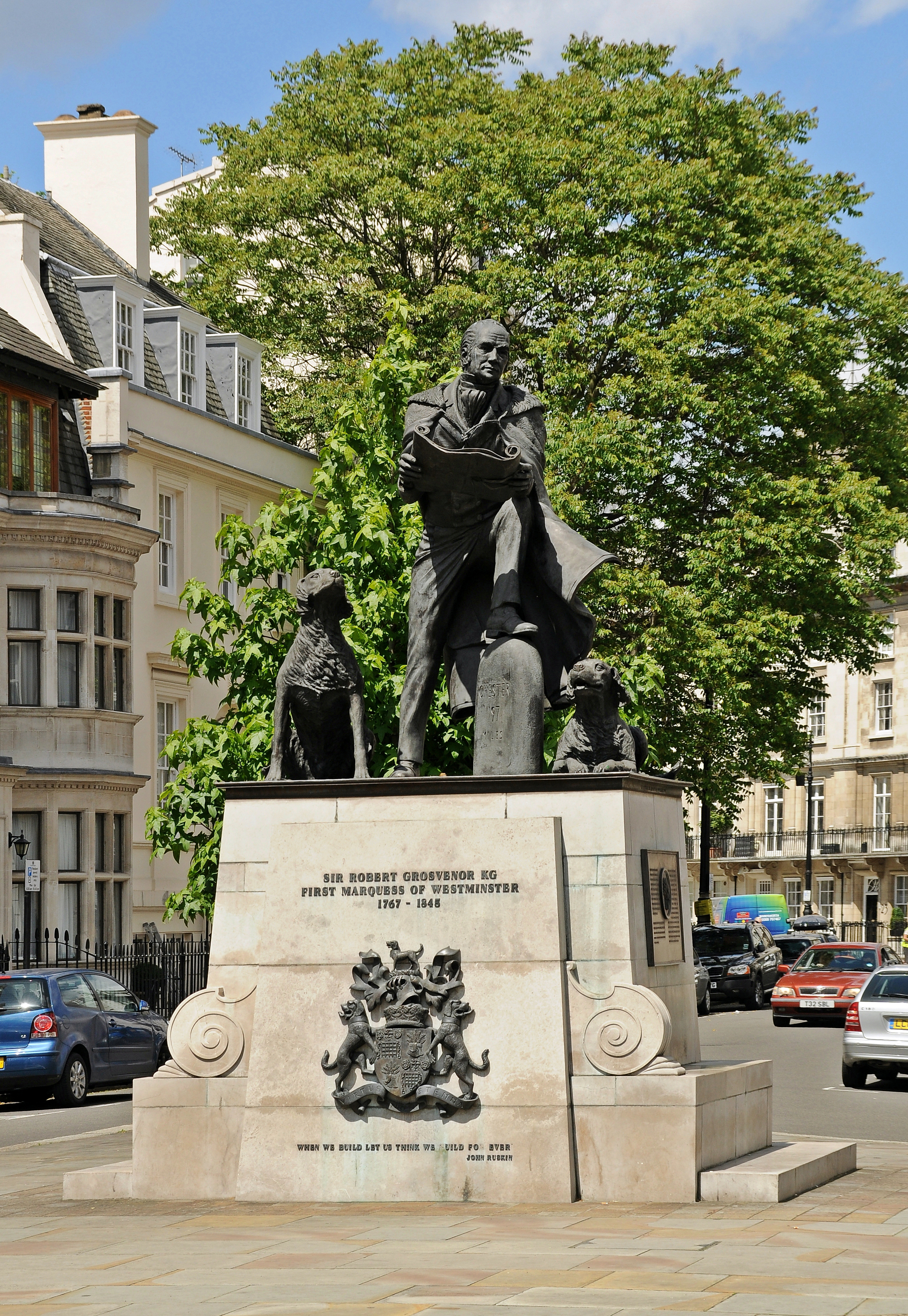
シティ・オブ・ウェストミンスターにある、初代ウェストミンスター侯爵の彫像。1998年建立、2012年撮影。

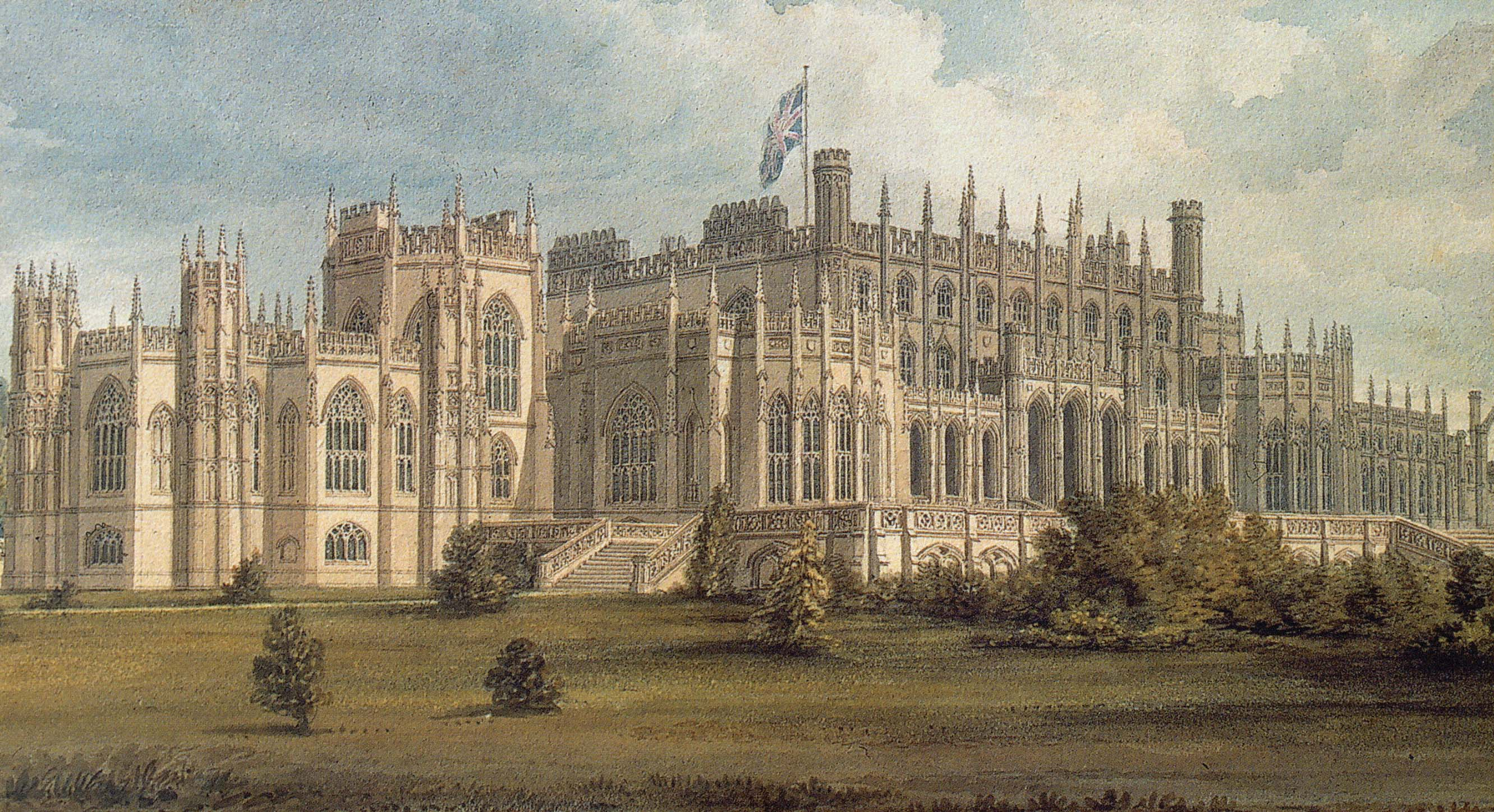
改築前のイートン・ホール。ウィリアム・ポーデン画、1800年ごろ。

1794年に初代ウィルトン伯爵の娘と結婚したことでエジャートン家の広大な領地を手に入れ、1802年に父が死去したことでチェシャー、ミドルセックス、北ウェールズの広大な領地を相続した。グローヴナーは領地継承の翌年（1803年）より邸宅イートン・ホールの大規模な再建に取り掛かった。さらに莫大な資金を投入して領地購入を続け、1819年までに8万ポンドを費やしてチェシャーで不動産を購入したほか、1819年以降にさらに15万ポンド以上を使ってシャフツベリとストックブリッジで地所を購入、1827年に12万ポンドの値段でハートフォードシャーのムーア・パークを購入した。
1826年に議会法案が可決され、ロンドンでの領地の一部への特殊権限を与えられると、建築家トマス・キュービットとともに地域開発に取り掛かった。このときに開発した領地は現代ではベルグレイヴィアと呼ばれ、高級住宅地となった。のちにピムリコの開発も手がけた。
多くの絵画を購入し、ロンドンでの邸宅グローヴナー・ハウスの絵画カタログが1821年に出版された。競馬にも手を出し、多くの競走馬を所有した。
British Institution理事を務めた。

## 家族
1794年4月28日、イリナ・エジャートン（Eleanor Egerton、1770年7月19日 – 1846年11月29日、初代ウィルトン伯爵トマス・エジャートンの娘）と結婚、3男1女をもうけた。『完全貴族名鑑』によれば、初代ウェストミンスター侯爵は息子3人が全員貴族になった珍しい例だという。
- リチャード（1795年1月27日 – 1869年10月31日） - 第2代ウェストミンスター侯爵[24]
- トマス（1799年12月30日 – 1882年3月7日） - 第2代ウィルトン伯爵[25]
- ロバート（1801年4月24日 – 1893年11月18日） - 初代エブリー男爵[26]
- アメリア - 早世[6]